# Златогрудый спрео
Златогрудый спрео (лат. Lamprotornis regius) — вид восточноафриканских певчих птиц из семейства скворцовых  (Sturnidae).

## Описание
Златогрудый спрео длиной 35 см. Верхняя сторона окрашена в металлический сине-зелёный цвет, грудь фиолетовая, брюхо золотистое.

## Распространение
Оседлая птица, живёт в саваннах, светлых лесах и в зарослях акаций. Распространён в Сомали, Эфиопии, на востоке Кении и северо-востоке Танзании. 

## Поведение
В противоположность другим блестящим скворцам, которые питаются преимущественно плодами, златогрудый спрео поедает исключительно насекомых, которых он ловит на лету или на земле. Улитки, пауки, ракообразные или мелкие позвоночные животные, такие как ящерицы иногда дополняют рацион питания. Златогрудый скворец живёт в маленьких группах от 3 до 10 птиц, которые взаимно поддерживают друг друга при строительстве гнёзд и разведении птенцов.

## Размножение
Птица гнездится в маленьких колониях. Она строит в дуплах деревьев гнездо, которое набивает сухой травой, корнями и листьями. В кладке от 3 до 5 яиц.

## Галерея

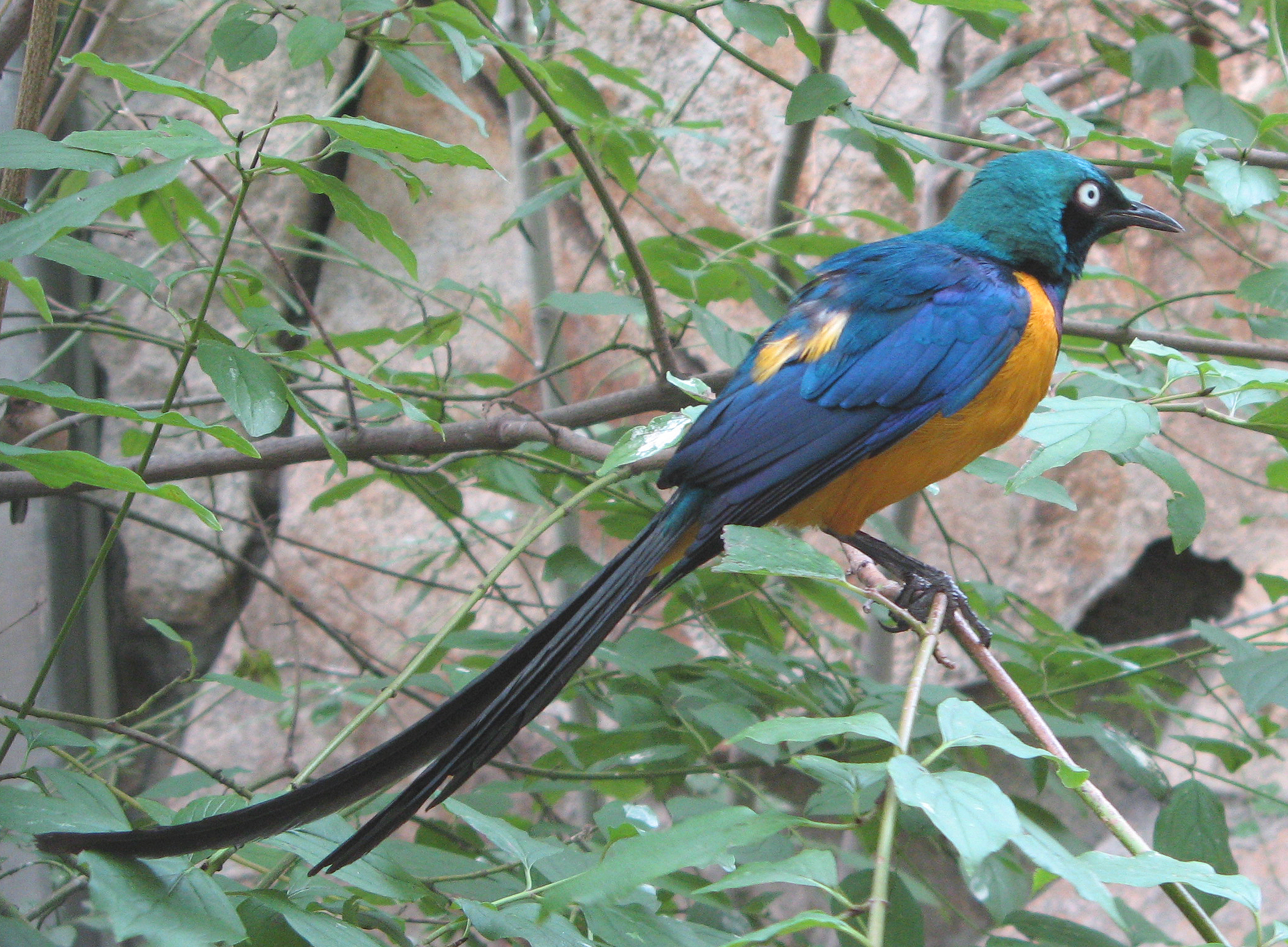
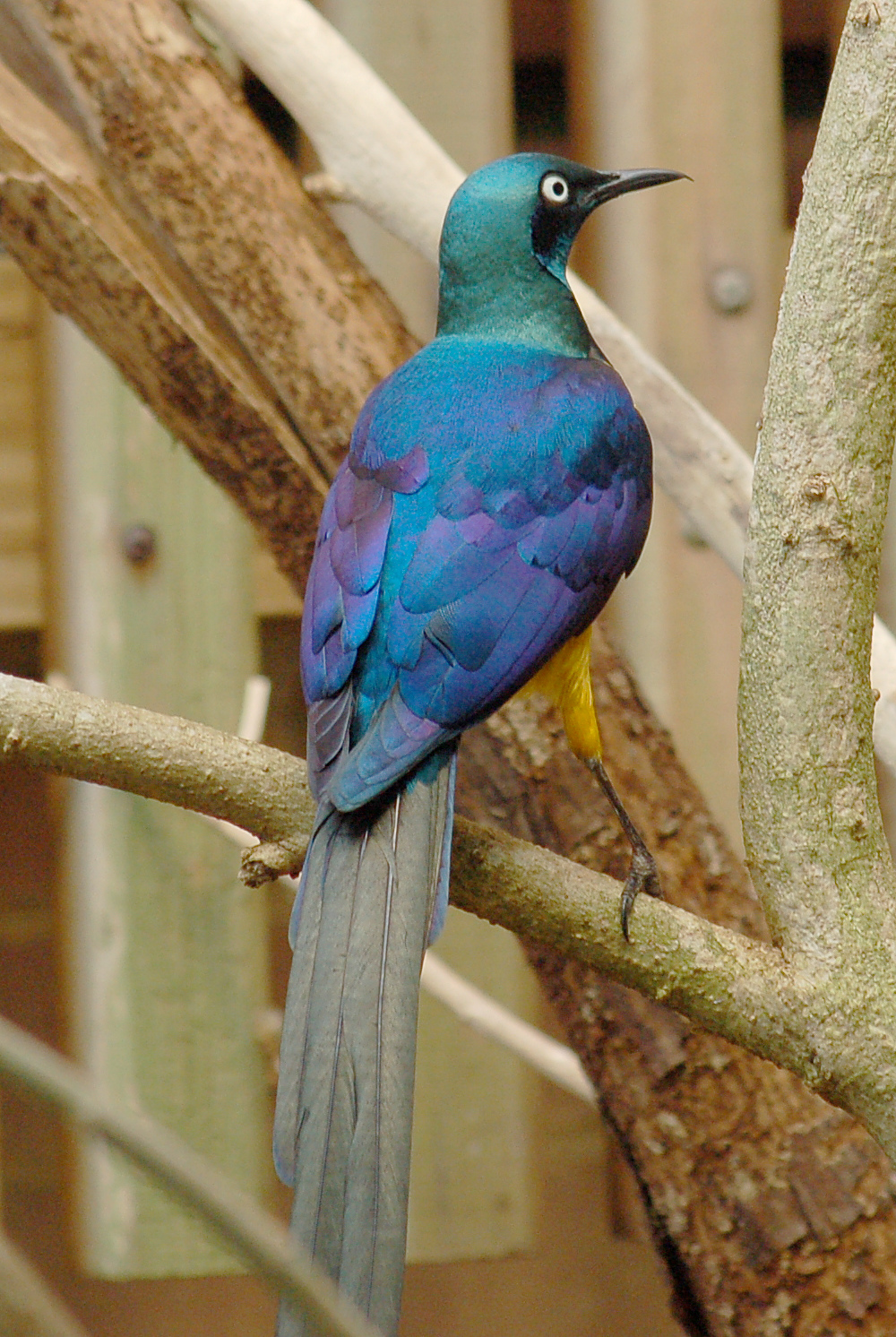
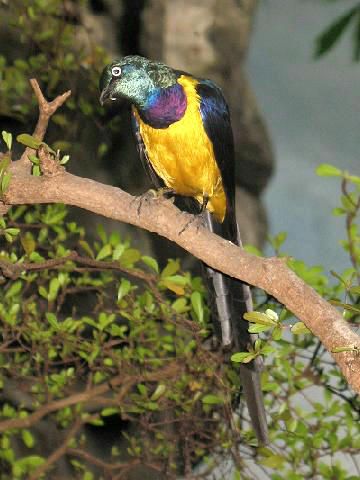